# Айон (Орегон)
Айон (англ. Ione) — місто (англ. city) в США, в окрузі Марроу штату Орегон. Населення — 337 осіб (2020).

## Географія
Айон розташований за координатами 45°30′12″ пн. ш. 119°49′11″ зх. д. / 45.50333° пн. ш. 119.81972° зх. д. (45.503204, -119.819832).  За даними Бюро перепису населення США в 2010 році місто мало площу 1,69 км², уся площа — суходіл. В 2017 році площа становила 1,80 км², уся площа — суходіл.

## Демографія
Згідно з переписом 2010 року, у місті мешкало 329 осіб у 132 домогосподарствах у складі 90 родин. Густота населення становила 194 особи/км².  Було 154 помешкання (91/км²).
Расовий склад населення:
| - 86,6 % — білих - 0,9 % — корінних американців - 0,6 % — азіатів - 8,2 % — осіб інших рас |

До двох чи більше рас належало 3,6 %. Частка іспаномовних становила 11,9 % від усіх жителів.
За віковим діапазоном населення розподілялося таким чином: 24,6 % — особи молодші 18 років, 60,8 % — особи у віці 18—64 років, 14,6 % — особи у віці 65 років та старші. Медіана віку мешканця становила 42,3 року. На 100 осіб жіночої статі у місті припадало 108,2 чоловіків;  на 100 жінок у віці від 18 років та старших — 112,0 чоловіків також старших 18 років.
Середній дохід на одне домашнє господарство  становив 59 379 доларів США (медіана — 51 029), а середній дохід на одну сім'ю — 68 389 доларів (медіана — 54 167). За межею бідності перебувало 7,5 % осіб, у тому числі 4,5 % дітей у віці до 18 років та 3,2 % осіб у віці 65 років та старших.
Цивільне працевлаштоване населення становило 107 осіб. Основні галузі зайнятості: сільське господарство, лісництво, риболовля — 30,8 %, освіта, охорона здоров'я та соціальна допомога — 23,4 %, фінанси, страхування та нерухомість — 9,3 %, роздрібна торгівля — 8,4 %.